# Giulia Elettra Gorietti
Giulia Elettra Gorietti (née le 26 septembre 1988 à Rome) est une actrice italienne. 

## Biographie
Giulia Gorietti commence sa carrière d'actrice à 14 ans, en 2003, avec le rôle de Giada dans le film Caterina va en ville (Caterina va in città) réalisé par Paolo Virzì. L'année suivante, elle joue dans Tre metri sopra il cielo de Luca Lucini. En 2005, elle joue aux côtés de Leonardo Pieraccioni dans le film Ti amo in tutte le lingue del mondo. 
Elle revient au grand écran en 2008 avec Ma prof est une bombe (Ultimi della classe) et au petit écran avec Le ali de Andrea Porporati. En 2012, elle interprète Chiara dans la deuxième saison de la série télévisée italienne Terra ribelle.

## Filmographie

### Cinéma
- 2003 : Caterina va en ville (Caterina va in città) de Paolo Virzì
- 2004 : Tre metri sopra il cielo de Luca Lucini
- 2005 : L'uomo spezzato de Stefano Calvagna
- 2005 : Ti amo in tutte le lingue del mondo de Leonardo Pieraccioni
- 2007 : Ho voglia di te de Luis Prieto
- 2008 : Ma prof est une bombe (Ultimi della classe) de Luca Biglione
- 2009 : Prigioniero di un segreto de Carlo Fusco
- 2009 : L'ultimo ultras de Stefano Calvagna
- 2011 : Almeno tu nell'universo de Andrea Biglione
- 2015 : Suburra de Stefano Sollima
- 2017 : Il figlio Manuel (Manuel) de Dario Albertini[1],[2]

### Télévision
- 2008 : Le ali de Andrea Porporati
- 2009 : Bakhita, de l'esclavage à la sainteté de Giacomo Campiotti : Giovanna
- 2009 : L'amore che non dura de Stefano Calvagna
- 2011 : I liceali 3 de Francesco Miccichè et Massimiliano Papi
- 2011 : Un amore e una vendetta de Raffaele Mertes
- 2012 : Terra ribelle 2 de Ambrogio Lo Giudice
- 2012 : Colorado - 'Sto classico